# Summer Carnival
Summer Carnival war die achte Konzerttournee der US-amerikanischen Popsängerin Pink. Die Stadion-Tour, die ihr neuntes Studioalbum Trustfall promotete, wurde auf drei Kontinenten ausgetragen und umfasste 97 Konzerte. Eröffnet wurde die Tour am 7. Juni 2023 in Bolton, England und am 18. November 2024 in Orlando beendet.

## Hintergrund
Im Oktober 2022 wurde die Summer Carnival Tour als Stadiontour mit den ersten Konzertdaten für Großbritannien und Europa angekündigt. Der allgemeine Vorverkauf der Tickets begann in Deutschland am 14. Oktober 2022. Im November 2022 wurden die Daten für den Nordamerikateil der Tour bekannt. Am 17. Februar 2023 wurde das Album zur Tour, Trustfall, veröffentlicht. Nach der Europatournee vom 7. Juni bis 16. Juli 2023 soll im Anschluss ab Ende Juli Nordamerika folgen. Im Februar und März 2024 folgte die Fortsetzung der Tour in Australien und Neuseeland. Pink sagt zu der Tour in einem Interview, dass sie eine Art Zirkusnummer sei und immer Ausschau nach neuen, coolen Dinge halte, an denen man nicht stirbt.

“She said that she is ‘kind of like a circus act’ and they are ‘always on the lookout for new cool things that you might not die from.’”

Die geplante Show für den 29. September 2023 in Arlington wurde aufgrund einer Erkrankung von Pink auf den 26. November 2023 verschoben.
Im Herbst 2023 folgte von Oktober bis November, nach dem Ende der Stadiontour Summer Carnival in Nordamerika, die Trustfall Tour. Im November 2023 gab Pink bekannt, dass sie im Sommer 2024 die Summer Carnival Tour in Europa fortsetzen wird. Darunter in drei deutschen Städten. Die geplanten Shows in Basel am 3. Juli 2024, sowie am 23. November 2024 in Miami, mussten aufgrund gesundheitlichen Gründen von Pink abgesagt werden. Somit wurde die Tour mit dem Konzert am 18. November 2024 in Orlando nach insgesamt 18 Monaten abgeschlossen.
Summer Carnival befindet sich weltweit mit einem Einspielergebnis von fast 700 Millionen Dollar, nach der The Eras Tour von Taylor Swift, auf dem zweiten Platz der umsatzstärksten Konzerttourneen von Frauen.

## Songliste
1. Get the Party Started (enthält Elemente von Sweet Dreams (Are Made of This))
2. Raise Your Glass
3. Who Knew
4. Just Like a Pill
5. Try
6. What About Us?
7. Turbulence
8. Make You Feel My Love
9. Just Give Me a Reason
10. Fuckin’ Perfect
11. Just Like Fire (enthält Elemente von Pat Benatars Heartbreaker)
12. Please Don’t Leave Me
13. Cover Me in Sunshine
14. Kids in Love
15. When I Get There
16. I Am Here
17. Irrelevant
18. No Ordinary Love
19. Runaway
20. Trustfall
21. Blow Me (One Last Kiss)
22. Never Gonna Not Dance Again
23. Last Call
24. So What

## Tourdaten
| Datum                         | Stadt                    | Land                     | Veranstaltungsort            | Vorprogramm                                 | Besucherzahl/Kapazität   | Einnahmen                |
| Tourabschnitt 1 – Europa      | Tourabschnitt 1 – Europa | Tourabschnitt 1 – Europa | Tourabschnitt 1 – Europa     | Tourabschnitt 1 – Europa                    | Tourabschnitt 1 – Europa | Tourabschnitt 1 – Europa |
| ----------------------------- | ------------------------ | ------------------------ | ---------------------------- | ------------------------------------------- | ------------------------ | ------------------------ |
| 7. Juni 2023                  | Bolton                   | England                  | University of Bolton Stadium | The Script Gayle KidCutUp                   | —                        | —                        |
| 8. Juni 2023                  | Bolton                   | England                  | University of Bolton Stadium | The Script Gayle KidCutUp                   | —                        | —                        |
| 10. Juni 2023                 | Sunderland               | England                  | Stadium of Light             | The Script Gayle KidCutUp                   | —                        | —                        |
| 11. Juni 2023                 | Sunderland               | England                  | Stadium of Light             | The Script Gayle KidCutUp                   | —                        | —                        |
| 13. Juni 2023                 | Birmingham               | England                  | Villa Park                   | The Script Gayle KidCutUp                   | —                        | —                        |
| 16. Juni 2023                 | Landgraaf                | Niederlande              | Megaland Park, Pinkpop       | The Script Gayle KidCutUp                   | —                        | —                        |
| 17. Juni 2023                 | Werchter                 | Belgien                  | Festivalpark Werchter        | The Script Gayle KidCutUp                   | —                        | —                        |
| 20. Juni 2023                 | Nanterre                 | Frankreich               | Paris La Défense Arena       | The Script Gayle KidCutUp                   | —                        | —                        |
| 21. Juni 2023                 | Nanterre                 | Frankreich               | Paris La Défense Arena       | The Script Gayle KidCutUp                   | —                        | —                        |
| 24. Juni 2023                 | London                   | England                  | Hyde Park                    | The Script Gayle KidCutUp Gwen Stefani      | —                        | —                        |
| 25. Juni 2023                 | London                   | England                  | Hyde Park                    | The Script Gayle KidCutUp Gwen Stefani      | —                        | —                        |
| 28. Juni 2023                 | Berlin                   | Deutschland              | Olympiastadion Berlin        | The Script Gayle KidCutUp                   | —                        | —                        |
| 1. Juli 2023                  | Wien                     | Österreich               | Ernst-Happel-Stadion         | Alice Merton Gayle KidCutUp                 | —                        | —                        |
| 2. Juli 2023                  | Wien                     | Österreich               | Ernst-Happel-Stadion         | The Script Gayle KidCutUp                   | —                        | —                        |
| 5. Juli 2023                  | München                  | Deutschland              | Olympiastadion München       | The Script Gayle KidCutUp                   | —                        | —                        |
| 6. Juli 2023                  | München                  | Deutschland              | Olympiastadion München       | The Script Gayle KidCutUp                   | —                        | —                        |
| 8. Juli 2023                  | Köln                     | Deutschland              | Rheinenergiestadion          | The Script Gayle KidCutUp                   | —                        | —                        |
| 9. Juli 2023                  | Köln                     | Deutschland              | Rheinenergiestadion          | The Script Gayle KidCutUp                   | —                        | —                        |
| 12. Juli 2023                 | Hannover                 | Deutschland              | Heinz-von-Heiden-Arena       | The Script Gayle KidCutUp                   | —                        | —                        |
| 13. Juli 2023                 | Hannover                 | Deutschland              | Heinz-von-Heiden-Arena       | The Script Gayle KidCutUp                   | —                        | —                        |
| 16. Juli 2023                 | Warschau                 | Polen                    | Acrisure Stadium             | Margaret KidCutUp Viki Gabor                | —                        | —                        |
| Tourabschnitt 2 – Nordamerika |                          |                          |                              |                                             |                          |                          |
| 24. Juli 2023                 | Toronto                  | Kanada                   | Rogers Centre                | Grouplove KidCutUp Brandi Carlile           | —                        | —                        |
| 30. Juli 2023                 | Cincinnati               | Vereinigte Staaten       | Great American Ball Park     | Grouplove KidCutUp Brandi Carlile           | —                        | —                        |
| 31. Juli 2023                 | Boston                   | Vereinigte Staaten       | Fenway Park                  | Grouplove KidCutUp Pat Benatar Neil Giraldo | —                        | —                        |
| 1. August 2023                | Boston                   | Vereinigte Staaten       | Fenway Park                  | Grouplove KidCutUp Pat Benatar Neil Giraldo | —                        | —                        |
| 3. August 2023                | New York City            | Vereinigte Staaten       | Citi Field                   | Grouplove KidCutUp Brandi Carlile           | —                        | —                        |
| 5. August 2023                | Pittsburgh               | Vereinigte Staaten       | PNC Park                     | Grouplove KidCutUp Brandi Carlile           | —                        | —                        |
| 7. August 2023                | Washington, D.C.         | Vereinigte Staaten       | Nationals Park               | Grouplove KidCutUp Pat Benatar Neil Girald  | —                        | —                        |
| 10. August 2023               | Minneapolis              | Vereinigte Staaten       | Target Field                 | Grouplove KidCutUp Pat Benatar Neil Girald  | —                        | —                        |
| 12. August 2023               | Chicago                  | Vereinigte Staaten       | Wrigley Field                | Grouplove KidCutUp Pat Benatar Neil Girald  | —                        | —                        |
| 14. August 2023               | Milwaukee                | Vereinigte Staaten       | American Family Field        | Grouplove KidCutUp Pat Benatar Neil Girald  | —                        | —                        |
| 16. August 2023               | Detroit                  | Vereinigte Staaten       | Comerica Park                | Grouplove KidCutUp Brandi Carlile           | —                        | —                        |
| 19. August 2023               | Fargo                    | Vereinigte Staaten       | Fargodome                    | Grouplove KidCutUp Brandi Carlile           | —                        | —                        |
| 21. August 2023               | Omaha                    | Vereinigte Staaten       | Charles Schwab Field Omaha   | Grouplove KidCutUp Brandi Carlile           | —                        | —                        |
| 18. September 2023            | Philadelphia             | Vereinigte Staaten       | Citizens Bank Park           | Grouplove KidCutUp Brandi Carlile           | —                        | —                        |
| 19. September 2023            | Philadelphia             | Vereinigte Staaten       | Citizens Bank Park           | Grouplove KidCutUp Brandi Carlile           | —                        | —                        |
| 22. September 2023            | Nashville                | Vereinigte Staaten       | Geodis Park                  | Grouplove KidCutUp Brandi Carlile           | —                        | —                        |
| 25. September 2023            | San Antonio              | Vereinigte Staaten       | Alamodome                    | Grouplove KidCutUp Brandi Carlile           | —                        | —                        |
| 27. September 2023            | Houston                  | Vereinigte Staaten       | Minute Maid Park             | Grouplove KidCutUp Brandi Carlile           | —                        | —                        |
| 3. Oktober 2023               | San Diego                | Vereinigte Staaten       | Snapdragon Stadium           | Grouplove KidCutUp Brandi Carlile           | —                        | —                        |
| 5. Oktober 2023               | Inglewood                | Vereinigte Staaten       | SoFi Stadium                 | Grouplove Pat Benatar Neil Giraldo          | —                        | —                        |
| 7. Oktober 2023               | Paradise                 | Vereinigte Staaten       | Allegiant Stadium            | Grouplove KidCutUp Brandi Carlile           | —                        | —                        |
| 9. Oktober 2023               | Phoenix                  | Vereinigte Staaten       | Chase Field                  | Grouplove KidCutUp Brandi Carlile           | —                        | —                        |
| 26. November 2023             | Arlington                | Vereinigte Staaten       | Globe Life Field             | Grouplove KidCutUp Brandi Carlile           | —                        | —                        |
| Tourabschnitt 3 – Ozeanien    |                          |                          |                              |                                             |                          |                          |
| 9. Februar 2024               | Sydney                   | Australien               | Allianz Stadium              | N.N.                                        | —                        | —                        |
| 10. Februar 2024              | Sydney                   | Australien               | Allianz Stadium              | N.N.                                        | —                        | —                        |
| 13. Februar 2024              | Newcastle                | Australien               | McDonald Jones Stadium       | N.N.                                        | —                        | —                        |
| 16. Februar 2024              | Brisbane                 | Australien               | Suncorp Stadium              | N.N.                                        | —                        | —                        |
| 17. Februar 2024              | Brisbane                 | Australien               | Suncorp Stadium              | N.N.                                        | —                        | —                        |
| 20. Februar 2024              | Gold Coast               | Australien               | Metricon Stadium             | N.N.                                        | —                        | —                        |
| 23. Februar 2024              | Melbourne                | Australien               | Marvel Stadium               | N.N.                                        | —                        | —                        |
| 24. Februar 2024              | Melbourne                | Australien               | Marvel Stadium               | N.N.                                        | —                        | —                        |
| 27. Februar 2024              | Adelaide                 | Australien               | Adelaide Oval                | N.N.                                        | —                        | —                        |
| 1. März 2024                  | Perth                    | Australien               | Optus Stadium                | N.N.                                        | —                        | —                        |
| 2. März 2024                  | Perth                    | Australien               | Optus Stadium                | N.N.                                        | —                        | —                        |
| 5. März 2024                  | Dunedin                  | Neuseeland               | Forsyth Barr Stadium         | N.N.                                        | —                        | —                        |
| 8. März 2024                  | Auckland                 | Neuseeland               | Eden Park                    | N.N.                                        | —                        | —                        |
| 9. März 2024                  | Auckland                 | Neuseeland               | Eden Park                    | N.N.                                        | —                        | —                        |
| 12. März 2024                 | Melbourne                | Australien               | Marvel Stadium               | N.N.                                        | —                        | —                        |
| 16. März 2024                 | Sydney                   | Australien               | Accor Stadium                | N.N.                                        | —                        | —                        |
| 19. März 2024                 | Brisbane                 | Australien               | Suncorp Stadium              | N.N.                                        | —                        | —                        |
| 22. März 2024                 | Townsville               | Australien               | North Queensland Stadium     | N.N.                                        | —                        | —                        |
| 23. März 2024                 | Townsville               | Australien               | North Queensland Stadium     | —                                           | —                        |                          |
| Tourabschnitt 4 – Europa      |                          |                          |                              |                                             |                          |                          |
| 11. Juni 2024                 | Cardiff                  | Wales                    | Principality Stadium         | The Script Gayle KidCutUp                   | —                        | —                        |
| 15. Juni 2024                 | London                   | England                  | Tottenham Hotspur Stadium    | The Script Gayle KidCutUp                   | —                        | —                        |
| 16. Juni 2024                 | London                   | England                  | Tottenham Hotspur Stadium    | The Script Gayle KidCutUp                   | —                        | —                        |
| 20. Juni 2024                 | Dublin                   | Irland                   | Aviva Stadium                | The Script Gayle KidCutUp                   | —                        | —                        |
| 24. Juni 2024                 | Liverpool                | England                  | Anfield                      | The Script Gayle KidCutUp                   | —                        | —                        |
| 25. Juni 2024                 | Liverpool                | England                  | Anfield                      | The Script Gayle KidCutUp                   | —                        | —                        |
| 28. Juni 2024                 | Glasgow                  | Schottland               | Hampden Park                 | The Script Gayle KidCutUp                   | —                        | —                        |
| 29. Juni 2024                 | Glasgow                  | Schottland               | Hampden Park                 | The Script Gayle KidCutUp                   | —                        | —                        |
| 3. Juli 2024                  | Bern                     | Schweiz                  | Stadion Wankdorf             | The Script Gayle KidCutUp                   | —                        | —                        |
| 6. Juli 2024                  | Kopenhagen               | Dänemark                 | Parken                       | The Script Gayle KidCutUp                   | —                        | —                        |
| 10. Juli 2024                 | Amsterdam                | Niederlande              | Johan-Cruyff-Arena           | The Script Gayle KidCutUp                   | —                        | —                        |
| 14. Juli 2024                 | Brüssel                  | Belgien                  | König-Baudouin-Stadion       | The Script Gayle KidCutUp                   | —                        | —                        |
| 17. Juli 2024                 | Leipzig                  | Deutschland              | Red Bull Arena               | The Script Gayle KidCutUp                   | —                        | —                        |
| 19. Juli 2024                 | Stuttgart                | Deutschland              | MHPArena                     | The Script Gayle KidCutUp                   | —                        | —                        |
| 21. Juli 2024                 | Mönchengladbach          | Deutschland              | Borussia-Park                | The Script Gayle KidCutUp                   | —                        | —                        |
| 25. Juli 2024                 | Stockholm                | Schweden                 | Friends Arena                | The Script Gayle KidCutUp                   | —                        | —                        |
| Tourabschnitt 5 – Nordamerika |                          |                          |                              |                                             |                          |                          |
| 10. August 2024               | St. Louis                | Vereinigte Staaten       | The Dome at America’s Center | Sheryl Crow KidCutUp The Script             | —                        | —                        |
| 14. August 2024               | Toronto                  | Kanada                   | Rogers Centre                | Sheryl Crow KidCutUp The Script             | —                        | —                        |
| 18. August 2024               | Philadelphia             | Vereinigte Staaten       | Lincoln Financial Field      | Sheryl Crow KidCutUp The Script             | —                        | —                        |
| 21. August 2024               | Foxborough               | Vereinigte Staaten       | Gillette Stadium             | Sheryl Crow KidCutUp The Script             | —                        | —                        |
| 24. August 2024               | Chicago                  | Vereinigte Staaten       | Soldier Field                | Sheryl Crow KidCutUp The Script             | —                        | —                        |
| 28. August 2024               | Missoula                 | Vereinigte Staaten       | Washington–Grizzly Stadium   | Sheryl Crow KidCutUp The Script             | —                        | —                        |
| 31. August 2024               | Edmonton                 | Kanada                   | Commonwealth Stadium         | Sheryl Crow KidCutUp The Script             | —                        | —                        |
| 11. September 2024            | San Diego                | Vereinigte Staaten       | Petco Park                   | Sheryl Crow KidCutUp The Script             | —                        | —                        |
| 13. September 2024            | Paradise                 | Vereinigte Staaten       | Allegiant Stadium            | Sheryl Crow KidCutUp The Script             | —                        | —                        |
| 15. September 2024            | Los Angeles              | Vereinigte Staaten       | Dodger Stadium               | Sheryl Crow KidCutUp The Script             | —                        | —                        |
| 1. Oktober 2024               | Hershey                  | Vereinigte Staaten       | Hersheypark Stadium          | Sheryl Crow KidCutUp The Script             | —                        | —                        |
| 3. Oktober 2024               | East Rutherford          | Vereinigte Staaten       | MetLife Stadium              | Sheryl Crow KidCutUp The Script             | —                        | —                        |
| 6. Oktober 2024               | Syracuse                 | Vereinigte Staaten       | JMA Wireless Dome            | Sheryl Crow KidCutUp The Script             | —                        | —                        |
| 12. Oktober 2024              | Indianapolis             | Vereinigte Staaten       | Lucas Oil Stadium            | Sheryl Crow KidCutUp                        | —                        | —                        |
| 6. November 2024              | Arlington                | Vereinigte Staaten       | Globe Life Field             | Sheryl Crow KidCutUp                        | —                        | —                        |
| 18. November 2024             | Orlando                  | Vereinigte Staaten       | Camping World Stadium        | Sheryl Crow KidCutUp                        | —                        | —                        |
| 23. November 2024             | Miami                    | Vereinigte Staaten       | LoanDepot Park               | Sheryl Crow KidCutUp                        | —                        | —                        |
| Insgesamt                     | Insgesamt                | Insgesamt                | Insgesamt                    | Insgesamt                                   | —                        | —                        |